# Whitehills
Whitehills är en ort i Storbritannien.   Den ligger i kommunen Aberdeenshire och riksdelen Skottland, i den norra delen av landet, 700 km norr om huvudstaden London. Whitehills ligger 51 meter över havet och antalet invånare är 1 019.
Terrängen runt Whitehills är platt. Havet är nära Whitehills norrut.Runt Whitehills är det ganska glesbefolkat, med 48 invånare per kvadratkilometer. Närmaste större samhälle är Banff, 3,2 km öster om Whitehills. 